# جورج هاربر (لاعب اتحاد الرغبي)
جورج هاربر (بالإنجليزية: George Harper)‏ هو لاعب اتحاد الرغبي نيوزيلندي، ولد في 19 أغسطس 1867 في مدينة نيلسون في نيوزيلندا، وتوفي في 7 يونيو 1937 في Paeroa ‏ في نيوزيلندا.